# Jezioro reliktowe
Jezioro reliktowe (łac. relictum pozostałość, przeżytek) – rodzaj jeziora będącego pozostałością dawnego, znacznie większego zbiornika wodnego (morza epikontynentalnego lub dużego jeziora). Część z nich była w przeszłości fragmentem morza, ale oddzielona została od niego w wyniku procesów tektonicznych lub obniżenia poziomu morza.
Jeziora reliktowe to np.:  Morze Kaspijskie, Balaton, Jezioro Nezyderskie, Jezioro Aralskie, Tuz.